# 物語研究会
物語研究会（ものがたりけんきゅうかい）は、「物語に関するあらゆる課題を、過去の業績を批判的・創造的に承けつぎながら、物語研究の学としての可能性の深化と拡大をめざして、積極的に共同し、かつ自主的に活動すること」を目的とする学術研究団体である。

## 概要
- 設立：1971年（昭和46年）10月
- 会員[2]：約230名
- 主な活動：

年9回の例会
毎年夏の大会におけるシンポジウムと研究発表
年1回刊行の機関誌「物語研究」の公刊